# Ferdinand Fillod
Ferdinand Fillod, né le 10 août 1891 à Saint-Amour (Jura) où il est mort le 15 septembre 1956, est un architecte et designer français.

## Vie professionnelle
En 1922, avec une formation de chaudronnier, Ferdinand Fillod, à son retour de guerre, crée la Manufacture de tôlerie Ferdinand Fillod FSA et s’installe comme artisan chaudronnier dans sa ville natale pour la fabrication de matériel agricole galvanisé : chaudières pour cuire les aliments pour le bétail (appelées « buanderie »), tonnes à purin, auges, abreuvoirs. Puis il élargit sa gamme de fabrication avec la production de constructions métalliques du type « baraque de chantier ».
Le 21 novembre 1928, il fait une demande de brevet (délivré le 23 avril 1929) concernant la fabrication de maisons préfabriquées en acier.
En 1929, ayant de gros besoins en acier pour exploiter son invention, Fillod (il ne s'agit plus de Ferdinand Fillod[Quoi ?]) installe son usine à Florange en Moselle, s’associe à la famille Wendel et fonde la société de Constructions métalliques Fillod (CMF), dont le  siège social est à Fontenay-sous-Bois en région parisienne.
De 1929 à 1949, les CMF réalisent de nombreux bâtiments métalliques préfabriqués pour le monde entier : casernes (baraquements militaires), écoles, hôpitaux, réfectoires, baraques de chantiers, cités ouvrières et villas (maisons métalliques) et même une église (église Sainte-Barbe de Crusnes) construite en 1938 à Crusnes-cité, cité ouvrière construite de 1913 à 1930 sur le terrain des mines de fer de la société Wendel.
En 1952, la Manufacture de Tôlerie F. Fillod FSA devient S.A Fillod.
Ferdinand Fillod meurt le 15 septembre 1956.

## Les sociétés Fillod
La Société Anonyme F. Fillod (FSA) continua et fut une des premières à fabriquer des bâtiments juxtaposables et superposables.
La S.A Fillod, créée en 1952, après la faillite de 1978, ferme en 1979. L'usine de Dampierre-sur-Salon est rachetée en 1980 par le Groupe Algeco qui fonde la filiale Sogemi Fillod S.A (Société de Gestion des Matériels industriels Fillod). En 1993, après la fusion avec la société Sarrade-Galtier, la Sogemi Fillod S.A devient Sarrade-Galtier-Fillod (SGF).
À noter que cette société n'a rien à voir avec la société anonyme CM Fillod (Constructions Métalliques Fillod) basée en Moselle à Florange, qui a fabriqué de 1940 jusqu'à sa liquidation en 1986 la majorité des fameuses parois inclinées, après que la société De Wendel eut racheté le brevet à Ferdinand Fillod de Saint-Amour.
CMF faisait partie du groupe sidérurgique Sacilor et employait plus de 700 personnes, une filiale était située à Ardon dans le Jura qui employait elle-même une quarantaine d'employés. Tous les cloisonnements intérieurs, plafonds, portes, étaient fabriqués à Ardon.
En parallèle, CMF construisait également des bâtiments modulaires appelés Fillod Module, et était le concurrent direct de la société Algéco pendant plusieurs dizaines d'années.
Elle a également participé à la construction de nombreux collèges du type Pailleron entre 1960 et 1973 ainsi que des salles omnisports.
Au début des années 1980, elle racheta le groupe Constructions Métalliques Barbot en difficulté, qu'elle exploita sous le nom de SNC Fillod Barbot, celui-ci réputé pour ses hangars et bâtiments agricoles (élevage de porcs et de poulets).
Elle construisit également plusieurs hôtels du type Shératon notamment au Caire, des galeries marchandes dans divers sultanats ainsi qu'en Arabie Saoudite, des bases vie pour plusieurs milliers d'ouvriers pour des groupes pétroliers au Nigéria (Dumez, Fougerolles,...), d'immenses fermes en Libye.
40 bâtiments spécifiques furent construits pour l'atoll de Mururoa, résistant aux sels marins, d'autres pour le gazoduc transsibérien devant résister à des températures de -70° et résister aussi en cas d'explosion.
Elle fit également l'acquisition de la société Sitraco, spécialiste des façades rideaux et qui employait 600 personnes à Pinon dans l'Aisne.
Lors de la restructuration de la sidérurgie en 1986, le groupe Sacilor a décidé de se séparer de certaines de ses filiales; c'est ainsi que CM Fillod a disparu du paysage en licenciant près de 3 000 personnes.

## Les réalisations

### Les maisons préfabriquées
Le premier brevet, déposé le 21 novembre 1928 et accordé le 23 avril 1929, concerne des maisons préfabriquées en acier dont le prototype, fabriqué à Saint-Amour, comportant quatre pièces, sert d'habitation au contremaître sous le nom de Maison blanche; la maison blanche est classée au titre des monuments historiques[réf. nécessaire]. Ces maisons livrées en pièces détachées étaient, selon la notice, montable en deux heures. D'autres réalisations verront le jour dans les cités ouvrières de la société Wendel.
Différents modèles sont disponibles. Une maison correspondant au plan-type T12 est visible à Arinthod. Elle se compose d'un rez-de-chaussée/sous-sol en moellons apparents, sur lequel est construite l'habitation, destinée à l'origine à servir de cabinet médical. La maison comporte un avant-corps central qui ouvre sur la salle d'attente du cabinet. Le toit métallique d'origine a été remplacé par un toit croupe.
Une maison métallique de type Fillod au Trait, commune de Seine-Maritime a été classée au titre des monuments historiques en 2013 et bénéficie du label « Patrimoine du XXe siècle ».

### Les baraquements

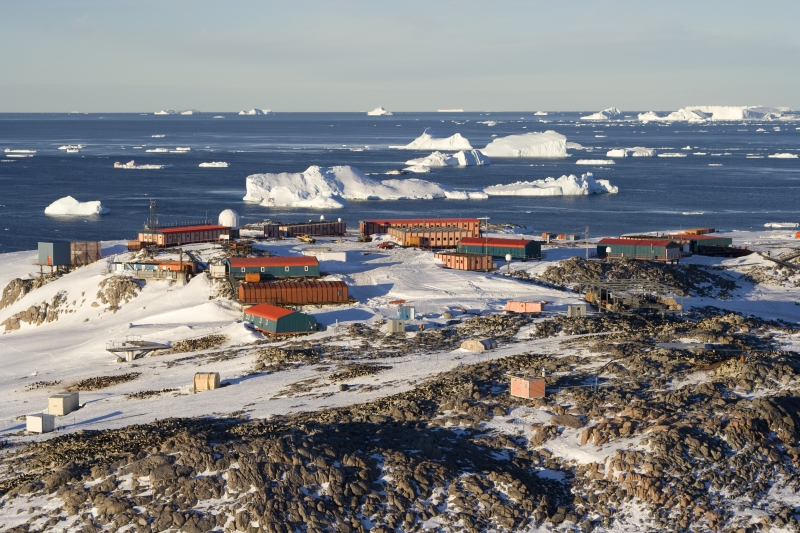
Base antarctique Dumont-d'Urville réalisation CMF Florange

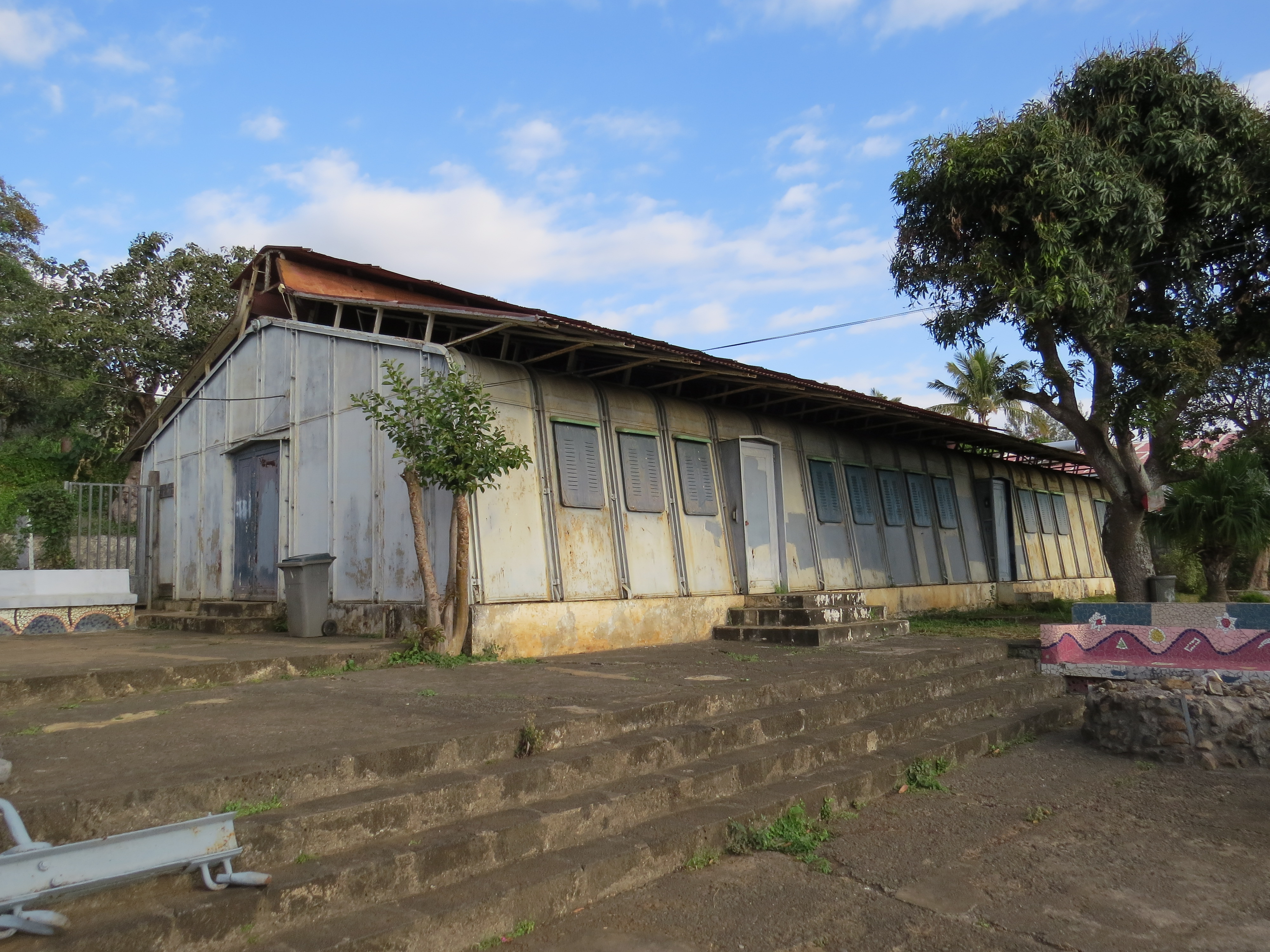
Hangar Fillod : modèle tropical, situé à Saint-Paul, île de la Réunion.

Les baraquements sont, comme les maisons, entièrement métalliques à base de profilés et de tôles d’acier, entièrement modulables en travée de 1 m, à montage et démontage rapide, principalement destinées à un usage temporaire dans un lieu déterminé.
De nombreuses réalisations ont été faites pour l'éducation nationale (écoles), pour EDF (bureaux), pour la SNCF, l'armée française (équipement pratiquement de l'ensemble des bases aériennes) ; on en rencontre à Salins-les-Bains, à Ardon (logements ouvriers), à Fraroz (maison forestière) mais le plus important des ventes a été réalisé après 1962 pour l'armée algérienne.
- Les parois inclinées, type de construction développé par F. Fillod à la fin des années 1920. La particularité de cette nouveauté réside en des panneaux de bardage en tôle nervurée positionnés entre des montants ou portiques, cintrés à chaud puis calibrés à froid. Les panneaux de bardage peuvent être équipés de vitrage ouvrant à l'italienne et leur nombre dépend de la longueur du bâtiment désirée. Chaque extrémité peut recevoir des portes et des fenêtres. L'ensemble constitue une carcasse métallique monobloc très résistante, présentant un contreventement efficace et réduisant la portée d'ombre, particulièrement utile pour les baraquements militaires rendus ainsi difficilement décelables par vue aérienne. De nombreuses installations de ce type ont été réalisées sur les champs d’opérations militaires (Indochine, Algérie, ...).
La dernière réalisation en France de ce type, a été faite en 1979 ; il s'agit d'une base vie construite sur le site de Rieu Claret au lac du Chambon à proximité du Bourg d'Oisans lors de la construction du barrage en terre, 18 bâtiments dont un restaurant foyer cinéma pour les  ouvriers participants à la construction du barrage.
L'intérieur des baraques peut être recouvert de panneaux isolants contre la chaleur comme contre le froid. La toiture peut être doublée de panneaux formant parasol et dont l'espace permet le passage d'un courant d'air, particulièrement pour les pays tropicaux.

- Modèle Tropical pour les pays tropicaux et pour les régions polaires les Fillod taafiennes, lancées dès le début pour les expéditions TAAF (Terres australes et antarctiques françaises). Utilisées en logements, bureaux, écoles, dispensaires, etc. Un des pavillons tropicaux est restauré à Vitrolles, labellisé « Patrimoine du XXe siècle »[7],[8]

- Modèles de chantier : du modèle le plus simple comme la baraque à parois inclinées jusqu'aux modèles spécifiques comme :
  - Le Tractabri, baraque sur roues pour être tractée sur les lieux du chantier,
  - Le Mobiloge, baraque embarquée sur le plateau d'un camion et livrée sur place,
  - Le Logisol, cellule préfabriquée et vitrée destinée à abriter quelques personnes (gardiennage par exemple).

### Les églises

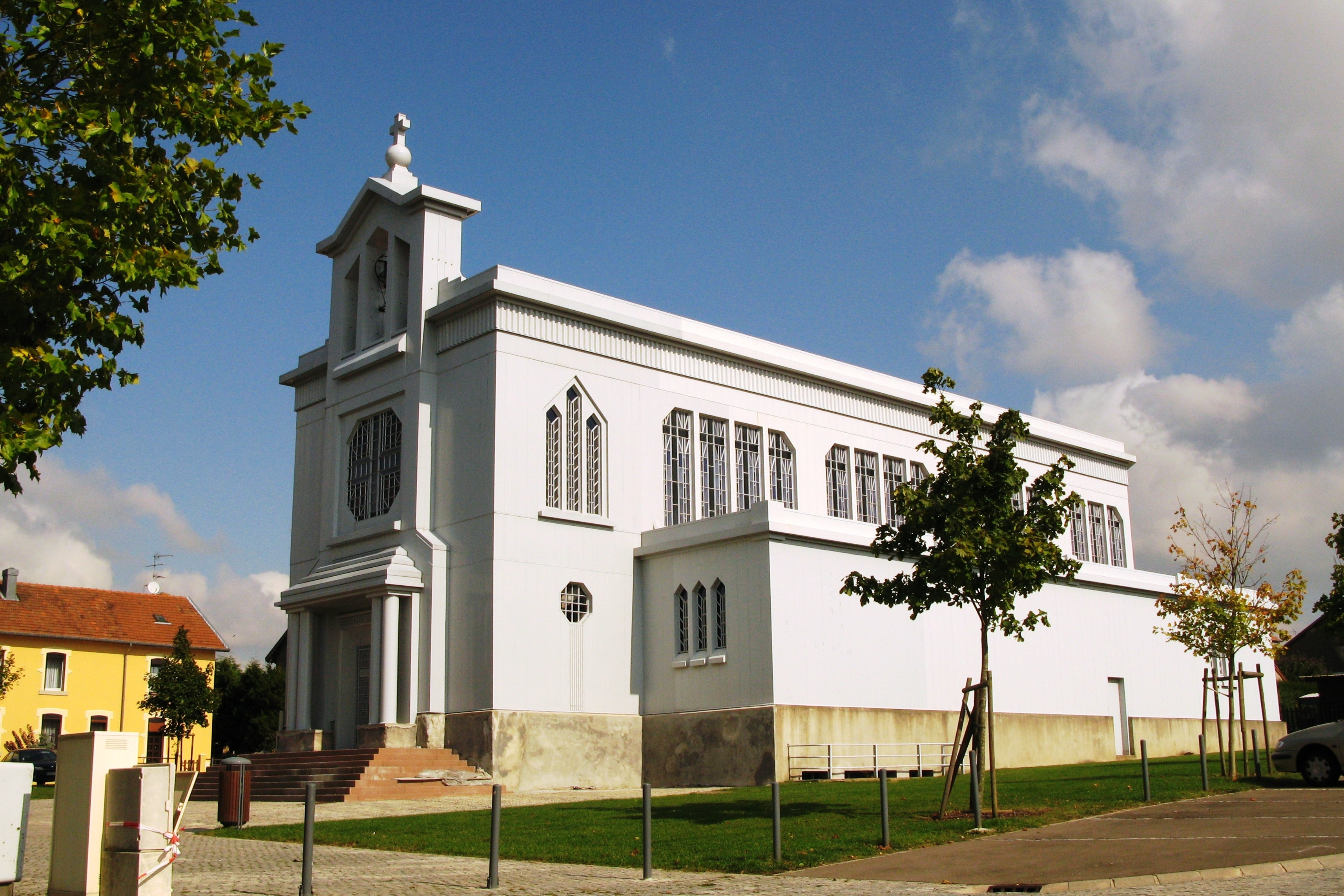
L'église restaurée (septembre 2008).

Issue d'un projet commercial destiné aux pays d’Afrique, l'église préfabriquée en acier devait être livrée en pièces détachées facilement transportables, pouvant être montée par une main-d'œuvre peu qualifiée. La Seconde Guerre mondiale engloutit le projet et le seul prototype est construit à Crusnes en Meurthe-et-Moselle entre 1938 et 1939 sur le domaine minier de la famille Wendel : l'église Sainte-Barbe de Crusnes, dédiée à la patronne des mineurs.
Cet édifice est entièrement en acier avec des panneaux de tôle de 6 mètres de haut. Le chemin de croix est sculpté dans du minerai de fer, l'isolation est assurée par de la crasse des hauts-fourneaux, le tout posé sur un muret de béton. Les intempéries, la rouille, les mitrailles de la guerre et l'abandon de l'édifice par les Wendel en 1972, malgré une remise en peinture en 1958, et les dégradations dues aux affaissements de terrain, font que l'église termine dans le giron de l'évêché de Nancy.
Elle est finalement classée au titre des monuments historiques en 1990. Restaurée en 2006, le bâtiment retrouve sa couleur d'origine à Noël de cette même année.

## Hommage
- En mars 2015 s'est tenue une exposition dans la ville natale de l'inventeur. Ce projet a été mis en œuvre grâce au Lycée Ferdinand-Fillod, spécialisé dans la chaudronnerie, et grâce à la classe de Gestion-Administration du Lycée Professionnel Montciel de Lons-le-Saunier. Cette exposition se déroulant sur plus d'une semaine a attiré plus de 1 000 personnes en quelques jours dans cette petite ville.